# Waag
Waag (det svenska namnet från tyskan. Slovakiska: Váh, ungerska: Vág, polska: Wag) är Slovakiens längsta flod, och en biflod till Donau. Floden, som är omkring 40 mil lång, tar sin början i Tatrabergen och rinner ut i Donau nära Komárno.
Waag rinner igenom bland annat städerna Liptovský Mikuláš, Ružomberok, Martin, Žilina, Považská Bystrica, Dubnica nad Váhom, Trenčín, Nové Mesto nad Váhom, Piešťany, Hlohovec och Komárno. Flodens hela längd är 378 km (värden från 360 till 410 km i olika källor).
Floden har 11 större bifloder och ett avrinningsområde av 19 660 km². Den största bifloden är Nitra som mynnar i Waag kort före Waags mynning i Donau. Cirka 30 km före mynningen skapades en kanal mellan Waag och Nitra. En annan biflod är Malý Dunaj (Mindre Donau) som egentligen är en förgrening av Donau. Den avgår från Donau kort före Bratislava och mynnar i Waag innan de tillsammans mynnar i Donau. Dessa tre floder tillsammans bildar en ö som är 1890 km² stor. På ön ligger betydande jordbruksområden.
Från flodens källor till mynningen varierar klimatet från kalt bergsklimat till tempererat torrt inlandsklimat.
Vid flodsystemet Waag/Nitra ligger flera av Slovakiens stora industrier vad som medför en större grad av föroreningar. Några av Waags mindre bifloder är däremot nästan opåverkade och i deras floddalar finns sällsynta orkidéer och europeisk flodutter.
Váh är utbyggd med flera vattenkraftverk. Av dessa har 12 dammbyggnader som är högre än 15 meter. I flodens dalgång ligger Bohunice kärnkraftverk som använder flodens vatten som kylvatten. Året 2009 var bara 74 km nära flodens mynning tillgänglig för större fartyg. Samtidig fanns planer att bygga ut floden och skapa kanaler till floden Oder vad som möjliggör fartygstrafik till Östersjön.